# Vivian (Wirginia Zachodnia)
Vivian – jednostka osadnicza w Stanach Zjednoczonych, w stanie Wirginia Zachodnia, w hrabstwie McDowell.